# ジェフ・フランクリン
ジェフ・フランクリン（英語: Jeff Franklin、1955年1月21日 - ）は、アメリカのプロデューサー、脚本家。シットコム『フルハウス』のエグゼクティブプロデューサーとして有名。

## 経歴
1970年代後半から1980年代前半まで主に映画の脚本とテレビドラマのプロデューサーとして活動していた。1987年に脚本した『Summer School』が『フルハウス』以前のヒット作である。
1987年から1995年まで8シーズンにわたって放送された『フルハウス』は大きな人気を博し、フランクリン自身も認めるほどの大成功を収める。『フルハウス』を放送していた1992年に別のシットコム『Hangin' With Mr. Cooper』もABCで放送され、こちらも人気作となる。
同じく1992年に、『フルハウス』のミシェルを演じるオルセン姉妹の最初のテレビ映画『To Grandmother's House We Go』で監督を務めた。ABCで放送され、放送時間帯の視聴率が首位となる大ヒット作となった。フランクリンは「『フルハウス』以外の最初の成功作」と評していた。
2016年よりNetflixで配信を開始した『フラーハウス』で制作総指揮を担当した。しかし、脚本家たちに対する問題発言や撮影現場での公私混同を理由に、2018年2月にワーナー・ブラザース・テレビジョンを解雇された。解雇後はフランクリンの関与なしで『フラーハウス』の制作が継続されると発表されている。

## 制作に関わった作品
- Summer School (1987年) 脚本・演出
- フルハウス Full House (1987-1995年)（シチュエーション・コメディ） 製作総指揮
- Hangin' With Mr. Cooper (1992-1997年)（シチュエーション・コメディ） 製作総指揮
- To Grandmother's House We Go (1992年) 監督・脚本及び製作総指揮 ※オルセン姉妹の初主演作品
- Love Stinks(1999年) 監督・脚本
- スチュアート・リトル Stuart Little (1999年) 製作総指揮
- Love That Girl! (2010-2014年) プロデューサー
- フラーハウス Fuller House (2016-2018年) 製作総指揮 ※2018年2月に解任。

その他多数